# Basil Hoffman
Pour les articles homonymes, voir Hoffman.
Basil Harry Hoffman, né à Houston (Texas) le 18 janvier 1938 et mort le 17 septembre 2021, est un acteur américain.
Sa carrière, tant au cinéma qu'à la télévision, s'étend sur cinq décennies, principalement dans des rôles de soutien. Il a joué dans des films de nombreux réalisateurs primés, notamment Alan Pakula et Robert Redford. Il a également écrit deux livres dont Acting and How to Be Good at It.

## Filmographie partielle

### Au cinéma
- 1971 : La mortadella : Willett
- 1975 : At Long Last Love : manager du théâtre
- 1975 : Les Aventuriers du Lucky Lady (Lucky Lady) : Auctioneer's Assistant
- 1976 : Les Hommes du président (All the President's Men) : Assistant Metro Editor
- 1977 : American Raspberry : Presidential Advisor
- 1977 : Rencontres du troisième type Close Encounters of the Third Kind : Longly
- 1978 : Comes a Horseman : George Bascomb
- 1979 : Le Vampire de ces dames (Love at First Bite) : manager de l'hôtel
- 1979 : Being There : Man in Commercial
- 1979 : Le Cavalier électrique (The Electric Horseman) : Toland
- 1980 : Des gens comme les autres (Ordinary People) : Sloan
- 1982 : Les Croque-morts en folie (Night Shift) : Drollhauser
- 1982 : Où est passée mon idole ? (My Favorite Year) : Herb Lee
- 1984 : Kidco : Sid Fein
- 1984 : All of Me : Court Clerk
- 1988 : The Milagro Beanfield War : In The Governor's Office
- 1989 : Communion : Dr. Friedman
- 1990 : Lambada : Supt. Leland
- 1991 : Dans la peau d'une blonde (Switch) : Higgins
- 1992 : The Ice Runner : J.C. Kruck
- 1994 : Pontiac Moon : Car Buyer
- 1997 : Culture
- 2001 : Venice Beach : Uncle Al
- 2003 : Down with Love : C. W.
- 2006 : You Did What? : Pastor
- 2007 : These Boots Are Made for Walken : Dr. Finkelstein
- 2008 : Baker's Road Killings : Willard Barnaby
- 2009 : Old Dogs : Zeke
- 2009 : Far Gone : Mr. Redfern
- 2009 : The Box : Don Poates
- 2010 : One Wish : Headmaster Ludwig
- 2010 : When Life Gives You Lemons : Calvin Adams
- 2011 : The Artist : Auctioneer
- 2011 : Surreal Estate : Mr. Black
- 2013 : 3 Geezers! : Victor
- 2013 : The Last Straw : Ed the Crow
- 2014 : Dead Drop : Kole
- 2014 : Beyond Justice : Judge Eller
- 2014 : Rio, I Love You (Rio, Eu Te Amo) : James (segment La Fortuna)
- 2015 : Mia : Dr. Hoffman (completed)
- 2016 : Ave, César ! : Stu Schwartz (en post-production)
- 2016 : The Pineville Heist : Principal Parker (en post-production)
- ---- : Pink Slipped : McGovern (en pré-production)
- 2015 : The French American : Monsieur Tissot (en pré-production)
- 2016 : #am/pm (en pré-production)
- 2016 : Bulldoque : Mr.Lee (annoncé)
- 2017 : Veterans Day : Lenny Schwartz (annoncé)
- 2017 : The Last Word de Mark Pellington :

### À la télévision
- 1974 : The Great Ice Rip-Off de Dan Curtis : Richards
- 1983 : Allô Nelly bobo (saison 3 épisode 13) de Hal Cooper : Mr Thor